# Lunzdorf
Lunzdorf ist eine Katastralgemeinde in der Gemeinde Lunz am See im Bezirk Scheibbs in Niederösterreich.
Die Katastralgemeinde umfasst das Kerngebiet der heutigen Marktgemeinde rund um die Pfarrkirche. Im Franziszeischen Kataster wird dieser Ort als Dorf Lunz bezeichnet – zur Unterscheidung vom Amt Lunz.